# Konkurs Teatrów Ogródkowych

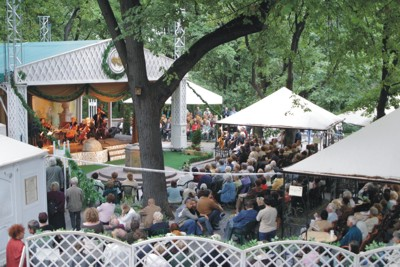
Konkurs Teatrów Ogródkowych, Ogrody Frascati w Warszawie, sierpień 2006

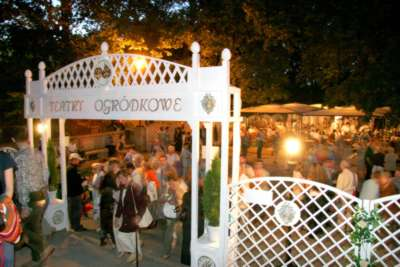
Konkurs Teatrów Ogródkowych, Ogrody Frascati w Warszawie, sierpień 2006

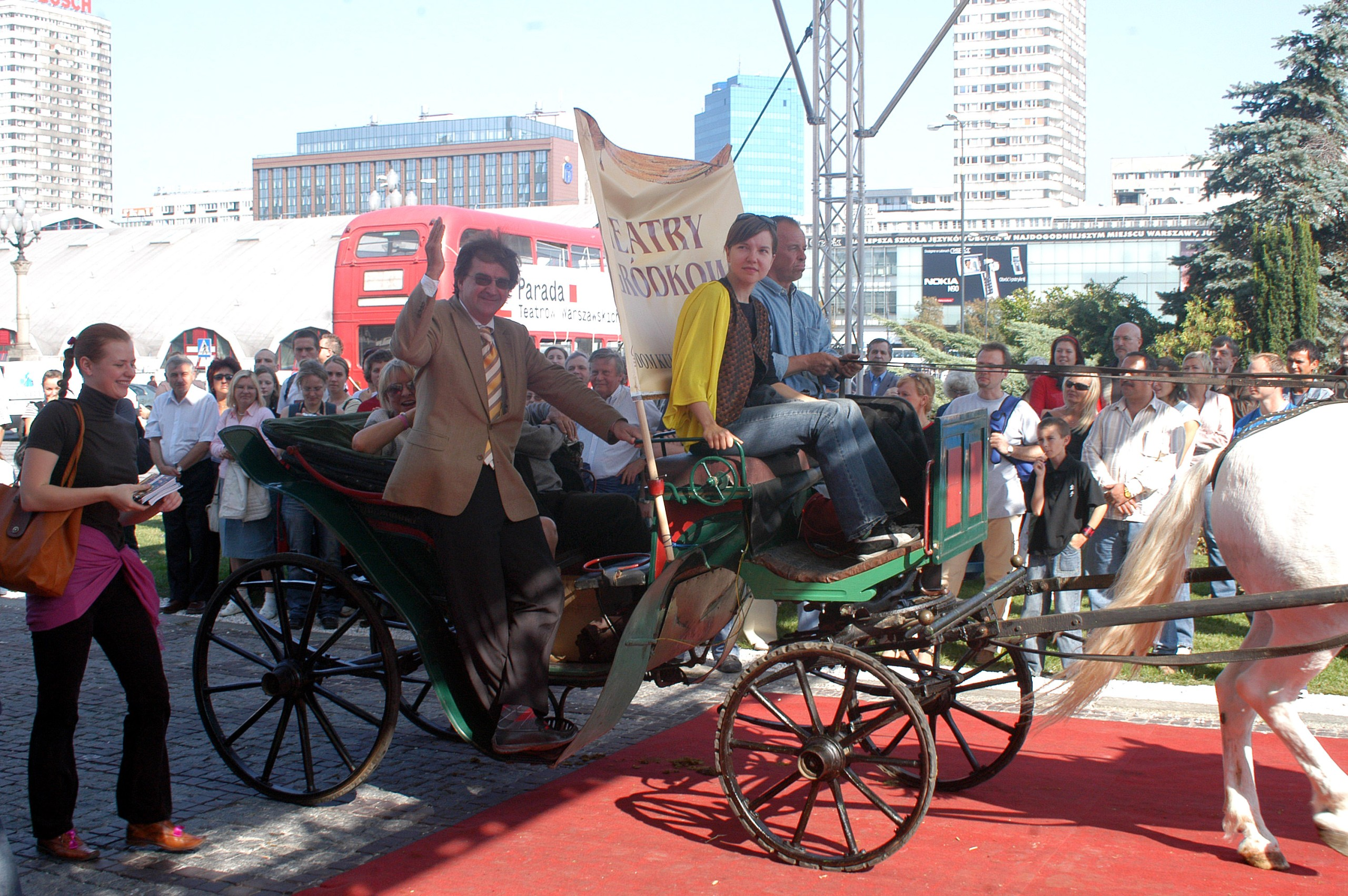
A.T.Kijowski, podczas Parady Teatralnej pod PKiN – wrzesień 2005

Konkurs Teatrów Ogródkowych – ogólnopolski konkurs organizowany od roku 1992 do 2006 latem w Warszawie dla teatrów prywatnych i państwowych z kraju i z zagranicy. Tradycyjnie rozgrywał się o nagrodę Burmistrza Dzielnicy Warszawa-Śródmieście. W latach 2004–2006 fundatorem nagrody stał się prezydent Warszawy Lech Kaczyński i jego następcy.

## Twórca
Twórcą Konkursu był Andrzej Tadeusz Kijowski, publicysta, nauczyciel akademicki, pisarz i animator kultury, który organizował tzw. „Ogródki” początkowo jako radny I Kadencji odrodzonego Samorządu w latach 1992–1994. Następnie kolejno: siłami stworzonej przez siebie firmy Media ATaK, powołanej Fundacji „Kultura Tutaj Obecna”, a od roku 2004 do 2006 jako dyrektor Domu Kultury Śródmieście w Warszawie.

## Tradycja
Konkurs Teatrów Ogródkowych nawiązywał do tradycji XIX-wiecznych warszawskich teatrzyków ogródkowych. Alhambra, Tivoli, Pod Lipką, Belle Vue – to były sceny, na których debiutowali wielcy aktorzy, a niektórzy z Adolfiną Zimajer na czele z tym typem teatru związali swoją sławę.

## Historia
W ciągu piętnastu lat istnienia imprezy odbyło się 350 przedstawień konkursowych. Konkurs gościł w „Café Lapidarium”, w „Gwiazdeczce” przy ul. Piwnej, na dziedzińcu Starej Dziekanki przy Krakowskim Przedmieściu, a w 1998 na ryneczku Mariensztackim. W latach 1999–2004 odbywał się w Dolinie Szwajcarskiej, a od 2005 do 2006 w Parku Marszałka Edwarda Rydza-Śmigłego – nazwanego przez Kijowskiego „Ogrodami Frascati”.

## Jury
W jury KTO zasiadały znane osobistości ze środowiska teatralnego: Grażyna Barszczewska, Barbara Borys-Damięcka, Anna Chodakowska, Izabella Cywińska, Jerzy Derfel, Stanisław Górka, Edyta Jungowska, Adam Kilian, Paweł Konic, Zofia Kucówna, Wojciech Malajkat, Maciej Nowak, Krzysztof Rau, Anna Retmaniak, Jacek Sieradzki, Joanna Szczepkowska, Maciej Wojtyszko, Dorota Wyżyńska, Wanda Zwinogrodzka.

## Uczestnicy
W Konkursie uczestniczyli tak wybitni twórcy jak m.in. Jerzy Bińczycki, Ewa Dałkowska, Wojciech Dzieduszycki, Mirosław Konarowski, Jan Machulski. Jako gwiazdy występowali m.in. Krystyna Janda, Maria Peszek, Andrzej Szczepkowski, Jerzy Zelnik.
Konkurs Teatrów Ogródkowych stał się też miejscem skutecznej promocji takich artystów jak m.in. Jolanta Fraszyńska, Maja Kleczewska, czy Edyta Olszówka – (debiut sceniczny).

## Laureaci
Wśród laureatów znaleźli się m.in.:
Jan Bzdawka, Cezary Domagała, Michał Kula, Edyta Olszówka, Elżbieta Okupska, Jerzy Petersburski jr., Marcin Tomasik, Bronisław Wrocławski, a także stołeczne i pozawarszawskie trupy teatralne z Grupą Rafała Kmity, Kabaretem Moralnego Niepokoju, Teatrem Konsekwentnym A. Czekierdy i A. Sajnuka, Teatrem Montownia – M. Perchucia, Teatrem Korez – M. Neinerta, Teatrem Pod Górkę – St. Górki na czele.

## Ogródki Warszawskie wOgrodach Frascati
Od 2004 roku Konkurs Teatrów Ogródkowych stał częścią letniego festiwalu „Ogródki Warszawskie”. Nadal jeden dzień w tygodniu (poniedziałek) poświęcony był teatrowi ogródkowemu, w kolejnych dniach tygodnia odbywały się inne imprezy, takie jak: Śpiewające Ogrody, Epikurejskie biesiady literackie, spotkania z radiowym reportażem i przybywającymi bardami, Taneczne Ogrody, Kabaretowe Ogrody, Kapele Ogródkowe z Tańcami, Poranki Familijne i Muzyczne Ogrody z gwiazdami operetki.

## Podsumowanie
W latach 1992–2003 odbyło się w sumie około 250 imprez, które odwiedzało rocznie od 2 do 5 tysięcy osób. Od momentu przekształcenia Konkursu Teatrów Ogródkowych w całotygodniową letnią imprezę nazwaną „Ogródki Warszawskie” frekwencja zaczęła wzrastać w postępie geometrycznym: Do Doliny Szwajcarskiej w ostatnim 2004 roku na 180 imprez przyszło około 20 tysięcy osób. Ogrody Frascati w 2005 na 180 imprezach odwiedziło przeszło 40 tysięcy, a w 2006 w Ogólnopolskim Festiwalu Artystycznym „Ogrody FrascatI” wzięło udział podczas 265 imprez – prawie 90 tysięcy osób.
Łącznie w latach 1992–2006 w formule Teatru Ogródkowego A.T. Kijowski zorganizował około 900 imprez dla blisko 200 000 stołecznych widzów.